# الهجرة القروية

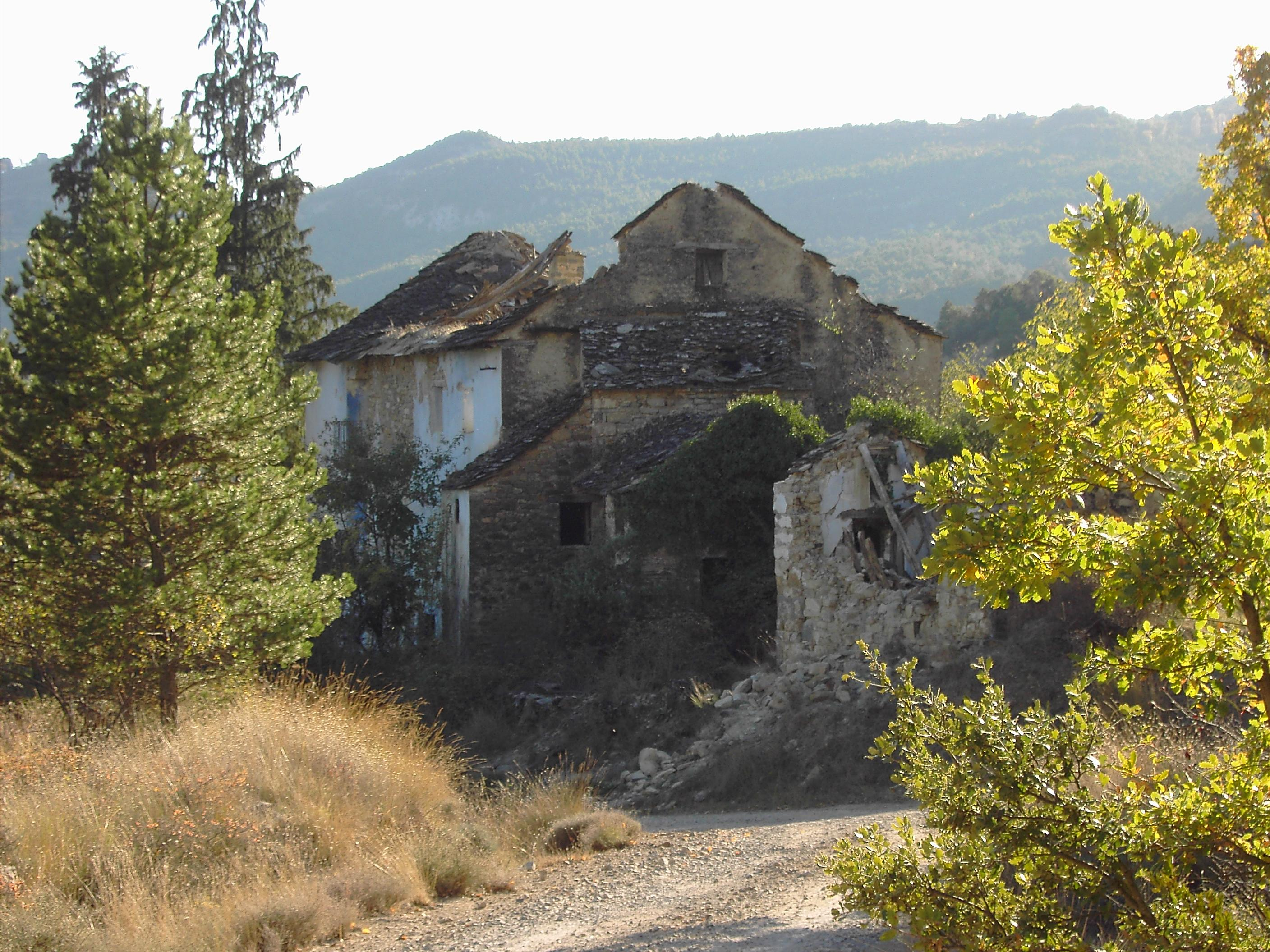

الهجرة القروية هي مغادرة فرد أو مجموعة من الأفراد أو أسرة بكاملها مغادرة نهائية المجال القروي الذي تعيش وتشتغل فيه بصفة دائمة قصد الإستقرار في مجال آخر إما قروي أو حضري، وذلك مهما كانت الأسباب اجتماعية أو اقتصادية، ومهما كانت الطرق اختيارية أو اضطرارية.

## الأسباب الكامنة وراء تفشي الظاهرة
ترد هذه الظاهرة إلى الوضعية الغير المرضية التي يعرفها العالم القروي على صعيد التجهيزات الأساسية في مجالات الماء الصالح للشرب والكهرباء والتطبيب والتربية والتكوين والثقافة والبيئة العامة، وكذا في وضعية العقارية غير الملائمة للاستثمار العقلاني للإنتاج الزراعي، وفي المستوى الضعيف للدخل الفردي في الوسط القروي .
ومهما كانت طبيعة هذه الأسباب، فإن الهجرة تفرغ البادية من قوتها البشرية الحية، مع ما لهذا من انعكاسات سواء على صعيد البوادي والحواضر.

## إنعكاساتها على القرية والمدينة
فعلى صعيد البوادي تتجلى هذه الانعكاسات في ارتفاع سن أرباب الاستغلاليات الزراعية، وفي السيادة التدريجية والمتنامية للعمل النسوي داخل البوادي، وفي عزوف الشباب، و خاصة المؤهلين منهم عن العمل في الوسط القروي.
أما على صعيد الحواضر فإن الهجرة القروية_ أمام انعدام أو قلة بنيات الاستقبال التي تتوفر عليها المدن _ تؤدي إلى تفاقم ظاهرة السكن غير اللائق، و إلى تعقد إشكالية تلبية الحاجات الأساسية للساكنة النازحة نحو المدن في مجالات الشغل والسكن و التطبيب و التمدرس والماء الشروب و التطهير و تدبير النفايات و الجوانب البيئية المرتبطة بها. و لا غرو أن هذه الانعكاسات تؤدي إلى تطور البطالة والإقتصاد غير المهيكل، وإلى نمو السكن غير اللائق، و بزوغ أشكال جديدة من الفقر يولدها الضغط على الإمكانات المتاحة للمدن الخاصة المتوسطة والصغيرة منها؛ هذا فضلا عن تطور سلوكات غير متجانسة مع الوسط الحضري، وغيرمناسبة لتنمية بشرية و مجالية متوازنة كالجريمة والعنف ، و مختلف أنواع الاختلالات الاجتماعية.